# Darko Planinić
Pour les articles homonymes, voir Planinić.
Darko Planinić, né le 22 novembre 1990, à Mostar, en Yougoslavie, est un joueur croate de basket-ball. Il évolue au poste de pivot.

## Palmarès
- Champion de Bosnie-Herzégovine 2009, 2010, 2011, 2012
- Championnat d'Israël de basket-ball 2013
- Ligue adriatique 2014
- Champion du Monténégro 2015
- Coupe de Bosnie-Herzégovine 2011, 2012
- Coupe d'Israël 2013
- Coupe du Monténégro 2015
- 3e du championnat du monde -19 ans 2009
- 3e du championnat d'Europe -18 ans 2008